# Mitathal
Mitathal – wieś i stanowisko archeologiczne w północnych Indiach, w stanie Hariana. Starożytna osada protomiejska należąca do cywilizacji doliny Indusu, położona 12 kilometrów na północ od Bhiwani i 249 kilometrów od stolicy stanu Hariana, Czandigarh. Według spisu ludności Indii z 2011 r. wieś liczyła 1448 gospodarstw domowych o łącznej populacji 7434 osób, z czego 4002 stanowili mężczyźni, a 3432 kobiety.

## Stanowisko archeologiczne
Mitathal położone jest na równinie aluwialnej w pobliżu kanału wodnego łączącego rzeki Chautang i Jamuna, w odległości 25-30 kilometrów od wzgórz Tosham, które są bogate w skały kwarcytowe i metamorficzne.
Powierzchnia stanowiska archeologicznego w Mitathal wynosi 10 hektarów
. Według starszych badań z 1969 roku składa się ono z dwóch wzgórz, nazwanych wówczas Mitathal 1 oraz 2. Wzgórze nr 1 ma wymiary 150x130 metrów oraz wysokość 5 metrów, wzgórze nr 2 zaś 300x175 metrów oraz wysokość 3 metrów. Według nowszych badań (2010-2011) przy wykorzystaniu najnowszej technologii, na stanowisko archeologiczne w Mitathalu składają się trzy wzgórza, w opracowaniach naukowych nazywane kolejno:
- wzgórze MTL-1 – cytadela
- wzgórze MTL-2 – dolne miasto
- wzgórze MTL-3 – kompleks produkcyjny

Najstarsze artefakty archeologiczne w Mitathalu zaliczane są do kultury Sothi-Siswal, która rozwijała się na tym obszarze od 4600 roku p.n.e.
W ciągu ostatnich czterech dekad górne warstwy wzgórz w Mitathal zostały w znacznej części zniszczone w wyniku intensywnej działalności rolniczej. Całkowicie zrównano z poziomem otaczającej wzgórza równiny południową część kopca nr 1, zaś kopiec nr 2 został obniżony na powierzchni 50x50 metrów. Zniszczyło to płytsze warstwy stanowiska, lecz umożliwiło prowadzenie badań bezpośrednio na powierzchni i dostarczyło wielu nowych artefaktów. 

## Eksploracja
Mitathal trafiło na mapy archeologiczne w 1915 roku, kiedy po raz pierwszy dokonano tutaj znaczącego odkrycia – znaleziono 86 monet datowanych na okres państwa Kuszanów. Ponownego odkrycia dokonano w 1965, znajdując na jednym ze wzgórz dwa miedziane harpuny, a podczas kopania rowów – trzynaście miedzianych bransolet. 
W związku z dokonanymi odkryciami przeprowadzono pierwsze wykopaliska w Mitathal, które odbyły się w 1969 pod kierownictwem Khana. Ustalił on między innymi to, że stanowisko archeologiczne w Mitathalu bezsprzecznie należy do cywilizacji doliny Indusu. Kolejne wykopaliska prowadzili tutaj Silak Ram (1972), ponownie Suraj Bhan (1975), Surender (2002), Suresh Siwach (2010) oraz Narender Pramar (2013). 

## Chronologia
Na podstawie badań przeprowadzonych w 1969 oraz 1975 archeolog Suraj Bhan proponuje następujący podział czasowy stanowiska w Mitathal:
- Okres I – 2000-1900 p.n.e. - kultura wczesnoharappańska (późny etap kultury Sothi - Siswal)
- Okres IIa – 1900-1700 p.n.e. - dojrzała (właściwa) kultura harappańska
- Okres IIb – 1700-1500 p.n.e. - późna kultura harappańska

Archeolog Manmohan Kumar na podstawie nowszych i bardziej zaawansowanych badań archeologicznych przesuwa początek okresu I, należącego do kultury późnego Sothi-Siswalu, do okolic roku 2200 p.n.e. Zwraca on uwagę na inne stanowisko archeologiczne w niedalekiej Farmanie i na bardzo bliskie podobieństwo Farmany do Mitathalu. 
Ceramika w  Farmanie, tak jak w Mitathalu, wykazuje bardzo bliskie podobieństwo do ceramiki z Harappy okresu 3 – z tym, że Farmana do okresów 3A i 3B, a Mitathal do 3B i 3C. Kumar, datując początek osadnictwa w Farmanie na 2500 rok p.n.e., na podstawie podobienstw ceramiki przesuwa początek osadnictwa w Mitathalu z 2000 p.n.e. na 2200 p.n.e.
Narender Parmar w swojej pracy naukowej twierdzi, że Mitathal było zamieszkałe zarówno we wczesnej fazie harappańskiej (kultura Sothi – Siswal, 3200-2600 p.n.e.), dojrzałej fazie harappańskiej (2600 – 1900 p.n.e.) oraz późnej fazie harappańskiej (1900 – 1300 p.n.e.).

### Okres I
Warstwa osadów zawierająca pozostałości osady z okresu I ma grubość około jednego metra i znajduje się tuż nad gruntem rodzimym. Występuje ceramika charakterystyczna dla późnego okresu Sothi-Siswal, a spośród sześciu typów ceramiki z Kalibanganu dominuje ceramika typu A oraz C. W bardzo niewielkiej ilości występuje również ceramika z dojrzałego okresu harappańskiego. 
- Typ A – dobrze wypalona ceramika czerwona bez pokrycia angobą, toczona na wolnym kole garncarskim. Zdobienia w kolorze czarnym to głównie poziome pasy na szczycie bądź szyjkach naczyń. Najczęściej spotykane są wazy z wywiniętym brzegiem, słoje z szerokim otworem oraz misy z wybrzuszeniem.
- Typ B – gruba, dobrze wyrobiona ceramika czerwona, prążkowana na dole i angobowana na szczycie na kolor czerwony. Najczęściej występują słoje oraz wazy z prążkowanym brzegiem.
- Typ C – ceramika czerwona z dobrze wyrobionej gliny, o średniej grubości i z jasnoczerwoną angobą. Zdobiona w geometryczne wzory barwy czarnej. Najczęstsze są wazy z rozszerzającym się ku zewnątrz brzegiem.
- Typ D – gruba, prosta, dobrze wypalona ceramika czerwona, bez angoby, ze zdobieniem w postaci czarnej obwódki na szczycie naczynia.
- Typ E – ceramika czerwona pokryta angobą w kolorze płowym, bardzo rzadka w Mitathalu.
- Typ F – ceramika w kolorze szarym.

Osada w Mitathal z tego okresu bardzo przypomina Kalibangan z okresu I. Oprócz ceramiki odkryto również terakotowe bransolety, malowane bransolety z gliny, kule z piaskowca, żarna, bransolety z miedzi oraz igły z kości słoniowej. Odnaleziono również przedmioty należące do dojrzałej kultury harappańskiej co sugeruje, że obie kultury przez pewien czas rozwijały się jednocześnie. 

#### Podział okresu I według Kumara
W swojej pracy naukowej Manmohan Kumar dokonuje dodatkowego podziału okresu I na dwa dodatkowe podokresy: IA oraz IB. 
- Podokres IA – osady położone są bezpośrednio na gruncie rodzimym, a ich grubość wynosi do 1,9 metra. Zachowały się mury obronne osady, wykonane z cegły suszonej, o grubości u podstawy około 4 metrów i długości 90 metrów. Mur jest częściowo uszkodzony ze względu na obniżenie wysokości wzgórza w wyniku działalności rolniczej. Kumar dzieli okres IA na dwie dodatkowe fazy, które różnią się ilością i rodzajem ceramiki. Ceramika Sothi-Siswal prezentuje według Kumara pełny wachlarz sześciu typów ceramiki z Kalibanganu. Ceramika harappańska to typowa ceramika czerwona okresu dojrzałego, na którą składają się garnki, słoje, słoje perforowane, kielichy, kubki oraz naczynia na nóżce. Jako zdobienia najczęściej występują czarne poziome linie, rzadko zaś motywy roślinne w postaci liści. W okresie IA na stanowisku w Mitathal występuje ceramika kultury Sothi-Siswal oraz harappańska w następujących proporcjach:
  - Faza 1: ceramika kultury Sothi-Siswal – 98%, harappańska – 2%
  - Faza 2: ceramika kultury Sothi-Siswal – 94%, harappańska – 6%

- Podokres IB – Kumar określa grubość osadów okresu 1B na 2,8 metra. Budynki i mury w dalszym ciągu wznoszone są tylko z cegły mułowej. Wyróżnia się pięć kolejnych faz tego podokresu. W tym podokresie znacząco zwiększa się udział ceramiki harappańskiej okresu dojrzałego względem Sothi-Siswal, pojawiają się również fragmenty ceramiki kultury Bara, jednak w bardzo niewielkiej ilości. 
  - Faza 3: ceramika kultury Sothi-Siswal– 81%, harappańska – 19%
  - Faza 4: ceramika kultury Sothi-Siswal– 87%, harappańska – 13%
  - Faza 5: ceramika kultury Sothi-Siswal– 93%, harappańska – 7%
  - Faza 6: ceramika kultury Sothi-Siswal– 85%, harappańska – 15%
  - Faza 7: ceramika kultury Sothi-Siswal– 83%, harappańska – 17%[2]

### Okres IIa
Okres ten charakteryzuje się obecnością cech typowych dla dojrzałej kultury harappańskiej zarówno w architekturze, jak i ceramice i sposobie życia mieszkańców. Ceramika z okresu poprzedniego jest również obecna przez cały czas trwania tego okresu. 
Ceramikę okresu dojrzałej kultury harappańskiej można podzielić na dwie grupy:
- Ceramikę kultury Sothi-Siswal (sześć typów ceramiki Kalibangan I, znanych z okresu poprzedniego).

- Ceramikę harappańską – jest to ceramika z bardzo dobrze wyrobionej gliny, wypalana w bardzo wysokiej temperaturze, o jednolitej, czerwonej barwie. Pookrywana jasnoczerwoną angobą i zdobiona w poziome, czarne pasy. Najczęściej spotykano wazy, słoje, naczynia płaskie, kubki i naczynia na nóżce.

Protomiasto w tym okresie przypomina pod wieloma względami Kalibangan z okresu II. Widoczna jest ciągłość w zamieszkaniu osady pomiędzy okresem I a IIa, a rozwój Mitathalu znacznie przyspieszył w połowie tego okresu. Znaleziono przedmioty wykonane z agatu, karneolu, fajansu, terakoty i steatytu. Jakość wykonania przedmiotów, różnorodność dekoracji  i dbałość o szczegóły świadczą o wysokim poziomie rozwoju rzemieślnictwa w tym okresie. Odnalezienie wielu niedokończonych przedmiotów świadczy o tym, że były one produkowane na miejscu, a nie importowane. Odnaleziono liczne bransolety z gliny oraz fajansu, zabawki z terakoty, kamienne młoty, żarna i odważniki. Odkryto też krzemienne ostrza, przedmioty z kości słoniowej oraz przedmioty miedziane, takie jak bransolety oraz drut.

### Okres IIb
Okres późnoharappański w Mitathalu charakteryzuje się powolnym spadkiem jakości i poziomu życia mieszkańców we wszystkich jego dziedzinach. Występuje typowa harappańska ceramika czerwona, jednak wyraźnie widoczne jest w tym okresie pogorszenie jakości wytwarzanych naczyń oraz skromniejsze dekoracje. Coraz rzadziej spotykane są typowe dla okresu dojrzałego kubki, perforowane słoje, naczynia płaskie i na nóżce. Powierzchnia naczyń jest mocno chropowata, a angoba wyraźnie cieńsza. Cały czas występuje też ceramika znana z okresu I, jednak powolna ewolucja różnych typów ceramiki sprawia, że różnice pomiędzy ceramiką z okresu I (sześć typów okresu Kalibangan I) ceramiką harappańską są coraz mniej dostrzegalne. Niektóre typy i formy naczyń są podobne do tych występujących w kulturze cmentarzysk H. 
Odnaleziono koraliki z agatu, karneolu, gliny i fajansu, a także zdobione bransolety z fajansu, terakoty i muszli. Znaleziono także kamienne żarna, młoty, odważniki i kulki do procy. 
Z tego okresu pochodzą również liczne artefakty wykonane z miedzi, między innymi bransolety, ostrza, pierścienie i harpuny. Identyczny harpun został odnaleziony na innym stanowisku archeologicznym cywilizacji doliny Indusu w Saipai.

## Upadek
Koniec osadnictwa w Mitathalu nie nastąpił nagle ani gwałtownie, lecz był to proces rozłożony na przestrzeni kilkuset lat, podobnie jak w innych miastach Cywilizacja doliny Indusu. Najprawdopodobniej przyczyną opuszczenia miasta były zmiany klimatu oraz zmiany biegu starożytnej rzeki Saraswati (dzisiejszy Ghaggar) oraz jej dopływu Drishadwati (dzisiejszy Chautang). Poziom wód znacznie się obniżył, a żyzne gleby aluwialne wyjałowiły się, co doprowadziło do migracji ludności i opuszczenia miast. 

## Architektura

### Okres I
Z okresu I zachowały się trzy odrębne fazy strukturalne. Z najstarszej i najgłębszej fazy zachowały się gliniane podłogi z dołów wykopanych bezpośrednio w gruncie rodzimym. Z fazy drugiej i trzeciej zachowały się fragmenty murów wykonane z cegły suszonej, obie z faz noszą ślady pożarów.

### Okres IIa
Pozostałości osady z tego okresu znajdują się na głębokości od 2,5 metra do 2,65 metra. W zależności od miejsca ruiny posadowione są albo na gruncie rodzimym, albo przykrywają pozostałości z okresu I. Suraj Bhan wyróżnia w tym okresie pięć nakładających się na siebie faz strukturalnych. W pierwszych dwóch fazach budynki wzniesione były z cegły suszonej o wymiarach 36x18x9 centymetrów i kryte były strzechą. Od końca fazy drugiej obserwuje się wzmożoną aktywność w zakresie budownictwa, pojawiają się budynki z cegły wypalanej o wymiarach 40x20x10 centymetrów. Osada w tym okresie jest dobrze rozplanowana, a drogi o szerokości od 1 metra do 1,7 metra biegną z północy na południe i ze wschodu na zachód.

### Okres IIb
W tym okresie wyraźnie zaznaczają się typowe cechy dla późnej, schyłkowej fazy cywilizacji doliny Indusu. Pozostałości znajdują się na głębokości od 1,65 metra do 1,25 metra. Budynki wzniesione zostały z gliny bądź z cegły mułowej, częściowo pozyskiwanej z rozbiórek budynków z poprzednich okresów. Mury tego okresu są mniej trwałe i solidne niż te z okresu poprzedniego. Ulice mierzą od 1,5 do 3 metrów szerokości. Część z budynków zawiera wykopane jamy o głębokości od 1 do 2 metrów, prawdopodobnie wykorzystywanych jako magazyny. Podobne jamy odnaleziono w Harappie z okresu kultury cmentarzysk H. Odkryto również okrągłą, glinianą platformę przykrywającą podłużne palenisko wypełnione popiołem.

## Fajans z Mitathal
Oprócz ceramiki, to właśnie przedmioty z fajansu są najczęściej znajdowanymi zabytkami archeologicznymi w Mitathalu. Na powierzchni stanowiska archeologicznego znaleziono dużą liczbę niebiesko-zielonych fragmentów bransolet fajansowych. Podobnego rodzaju bransolety znajdouje się także w Harappie w tamtejszym okresie III.
Na północno-zachodnich i wschodnich obrzeżach stanowiska zaobserwowano popielniki i piece o znacznych rozmiarach., które prawdopodobnie wykorzystywano do produkcji wyrobów fajansowych. Ściany tych pieców wykazują na działalność rzemieślniczą polegającą na wypalaniu fajansu w ekstremalnie wysokiej temperaturze.
W swojej dyskusji na temat produkcji fajansu w cywilizacji Indusu Kenoyer wspomina (1994) o odkryciu białego kwarcu skalnego w Harappie, który mógł być surowcem wykorzystywanym do produkcji proszku krzemionkowego. Kwarc skalny a tamtym okresie wydobywano przede wszystkich w górach Tosham w okolicach Mitathalu. W trakcie badań archeologicznych znajdowano go wraz z piecami, zarówno w Harappie, jak i innych ośrodkach, w tym w Mitathalu. To, a także niezwykle duża liczba przedmiotów fajansowych sugeruje, że Mitathal mógł być głównym ośrodkiem produkcji fajansu.